# Phorticus collaris
Phorticus collaris är en insektsart som beskrevs av Carl Stål 1873. Phorticus collaris ingår i släktet Phorticus och familjen fältrovskinnbaggar. Inga underarter finns listade i Catalogue of Life.